# 아슈르-나시르-팔 1세
아슈르 나시르팔 1세(재위: 기원전1050년 - 기원전1031년)는 중아시리아 왕국시대의 아시리아의 왕이었다. 병 치유를 기원하여 공물을 신전에 바친 것이 기록에 남아있다. 아카드어로 아슈르・나시르・아플리（Ashur nasir apli）라 표기되어「아슈르신은 후계자를 수호하시다」의 의미이다.
그는 샴시-아다드 4세의 왕자로 태어났다。비교적 장기간 왕좌를 보존하였는데, 아람인에 패배하여, 서방 영토의 일부를 상실하고, 여신 이쉬타르에 원조를 기원하는 문서와, 몇 번의 병 치유를 원하는 공물을 봉헌한 것에 대한 기록 등이 남아 있다.
그의 사후, 왕자의 샬만에세르 2세가 후사를 이어 아시리아 왕이 되었다.